# لوتوف اس-۳۳
لوتوف اس-۳۳ (به انگلیسی: Letov_Š-33) یک هواگرد ملخ‌پیشین تک‌موتوره از نوع Long-range بمب‌افکن ساخت شرکت لتوف کبلی است. هواگرد لوتوف اس-۳۳ نخستین پروازش را در ۱۹۳۰ میلادی انجام داد.